# Changdeokgung
Changdeokgung (hangul: 창덕궁; hanja: 昌德宮; što znači "palača prosperirajućih vrlina"), ili Palača Changdeok, je jedna od "pet palača dinastije Joseon" u Seulu. Zbog njezina položaja istočno od palače Gyeongbok, zajedno s palačom Changgyeonggung su je zvali "Istočnom palačom"  (동궐, 東闕, Donggwol). Ona je bila najdražom palačom mnogih vladara dinastije Joseon i u njoj su zadržani mnogi elementi iz još ranijeg razdoblja Tri kraljevstva Koreje (57. pr. Kr.-668.). Jedna od tih njezinih odlika je uklapanje u krajolik, za razliku od novije palače Gyeongbokgung koja se nameće okolišu. Zbog toga je Changdeokgung upisan kao Nacionalno blago Koreje br. 122., a 1997. godine i na UNESCO-ov popis mjesta svjetske baštine u Aziji kao "izvanredan primjer dizajna i arhitekture dalekoistočne palače uklopljen u izvornu topografiju i šumu".
Zajedno s drugih četiri palače u Seulu, i Changdeokgung je stradao u vrijeme japanske okupacije Koreje (1932. – 45.), te danas stoji tek 30% njegovih građevina.

## Povijest
God. 1395. autoritet Gyeongbokgunga, kao primarne palače, bio je ugrožen zbog svađe za prijestolje između prinčeva i vazala. Zbog toga je kralj Jeongjong, kojeg je na prijestolje postavio princ Jeong (kasnije kralj Taejong), preselio prijestolnicu 1400. godine u Gaegyeong, staru prijestolnicu dinastije Goguryeo. Kralj Taejong je uskoro preuzeo prijestolje koje je vratio u Hanseong (današnji Seul) i dao je izgraditi novu palaču Changdeokgung, jer je gradnju Gyeongbokgunga predvodio Jeong Do-Jeon, raniji rival njegovog oca. Izgradnja palače Changdeok je počela 1405., a dovršena je 1412. godine. Kralj Seonjo proširio je izvornu palaču za oko 500.000 m², uključujući stražnji park (Huwon).
Palača je bila spaljena do temelja tijekom japanske invazije 1592., a obnovili su je kralj Seonjo i kralj Gwanghaegun 1609. godine. Sljedeći požar ju je uništio 1623. godine kada je kralj Injo poveo političku bunu protiv Gwanghaeguna. Palaču je također napali i Mandžurci kineske dinastije Qing, ali je uvijek obnavljana vjerna svom izvornom planu. 
Changdeokgung je bila mjesto kraljevskog dvora i sjedište vlade sve do 1872. godine, kada je obnovljena susjedna palača Gyeongbokgung. Korejski posljednji car, Sunjong, je ovdje živio sve do svoje smrti 1926. godine.

## Odlike
Cijela palača je podignuta po načelu baesanimsu (배산임수) iz Feng shuija: između vrhova planine Bugaksan u pozadini i rijekom Geumcheon ispred, ali ne u geometrijskom nizu poput palače Gyeongbokgung, već u skladu s okolnom prirodom. Arhitektura samih građevina prati načela jednostavnosti i štedljivosti, po uzoru na konfucijanizam.
Danas u kompleksu palače stoji 13 građevina i 28 paviljona u vrtovima, koji sve u svemu pokrivaju oko 110 jutara (45 ha). Značajne zgrade su: 
- Portal Donhwamun; izgrađen 1412. i obnovljen 1607. godine, s bakrenim zvonom težine 8 tona.
- Injeongjeon ("glavna dvorana"), koja se koristila za glavne državne poslove poput kraljevske krunidbe i primanja poslanika. Izgrađena je 1405., a obnovljena je nakon požara 1610. i 1804. godine.
- Seongjeongjeon ("pomoćni ured u glavnoj dvorani") je mjesto gdje se kralj svakodnevno susretao sa svojim ministrima o važnim državničkim poslovima.
- Huijeongdang ("kraljevska privatna rezidencija"); kasnije se koristila kao konferencijska dvorana kada je ocijenjeno da je Seongjeongjeon postao premalen za to. Nakon požara 1917. godine obnovljen je potpuno drugačije, uglavnom pod utjecajem zapadne umjetnosti.
- Daejojeon ("stambena četvrt") je bila službena rezidencija kraljice, a nakon požara 1917. obnovljen je dijelovima Gyeongbokgunga.
- Nakseon-Jae, bivša rezidencija korejske carske obitelji, uključujući princezu Bangja.
- Paviljon Juhamnu (Kyujanggak) je bila kraljevska knjižnica ispred koje su se održavali državni ispiti u prisustvi samog kralja.
- Rezidencija Yeon-gyeongdang je izgrađena 1827. godine kao dvorana za prijeme u stilu pjesničke kuće.

## Poveznice
- Zabranjeni grad, Peking

## Vanjske poveznice
- Službeni vodič palače  Arhivirana inačica izvorne stranice od 20. srpnja 2007. (Wayback Machine) (engl.)
- Changdeokgung na stranicama turističkog ureda Seula (engl.)
- Panografije 360° na Patrimonium-mundi.org